# کروتسن (شلسویگ-هولشتاین)
کروتسن (به آلمانی: Krüzen) یک شهر در آلمان است که در هرتسوگتوم لاونبورگ واقع شده‌است.
 کروتسن  ۳۴۰ نفر جمعیت دارد.